# Krasnochtchelié
Krasnochtchelié (en russe : Красноще́лье) est un village du raïon de Lovozero de l'oblast de Mourmansk, en Russie arctique. Il fait partie de l'établissement rural de Lovozero, et sa population s'élevait à 423 habitants au recensement de 2010.

## Géographie
Le village de Krasnochtchelié se situe dans l'oblast de Mourmansk, un oblast de la Laponie, en Russie arctique, et il fait partie du district fédéral du Nord-Ouest. Le village fait partie du raïon de Lovozero, le raïon de l'oblast, avec Lovozero comme centre administratif. Il fait partie de l'établissement rural de Lovozero, une municipalité du raïon.  
Krasnochtchelié, comme tout l'oblast de Mourmansk, est située dans le fuseau horaire MSK (heure de Moscou). Le décalage horaire appliqué par rapport au temps universel coordonné est +03:00.

## Démographie
Recensements (*) et estimations de la population,:
| 2002 * | 2010* | - | - |
| ------ | ----- | - | - |
| 605    | 423   | - | - |

Concernant les ethnies, en 2002, sur les 605 habitants, il y avait 53 % de Komis (Komis d'Ijora).